# Schloss Steinheim
Das Schloss Steinheim (auch Burg Steinheim oder Kurmainzisches Schloss Steinheim) ist eine ehemals kurmainzische Burg- und Schlossanlage in Hanau-Steinheim, Main-Kinzig-Kreis in Hessen. Heute befindet sich darin das Museum Schloss Steinheim.

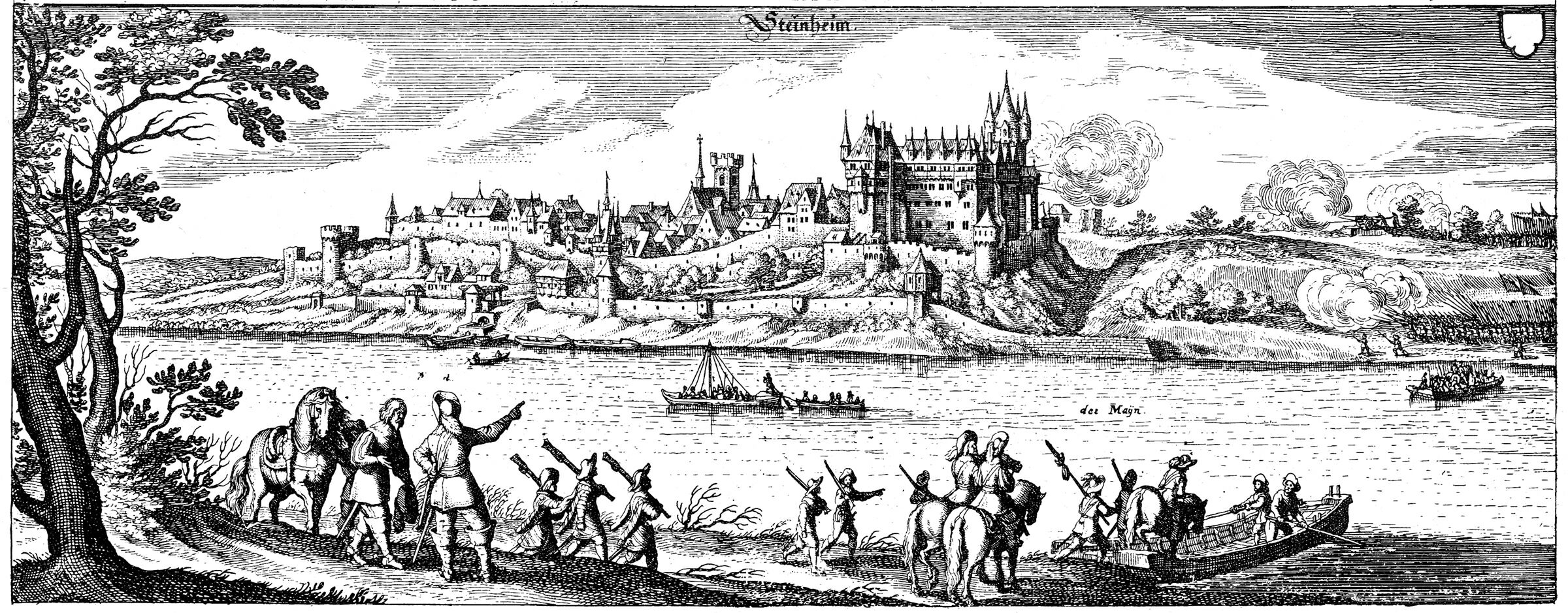
Schloss Steinheim – Auszug aus der Topographia Hassiae von Matthäus Merian dem Jüngeren 1655. Das Bild zeigt die Eroberung Steinheims durch die Schweden 1631.

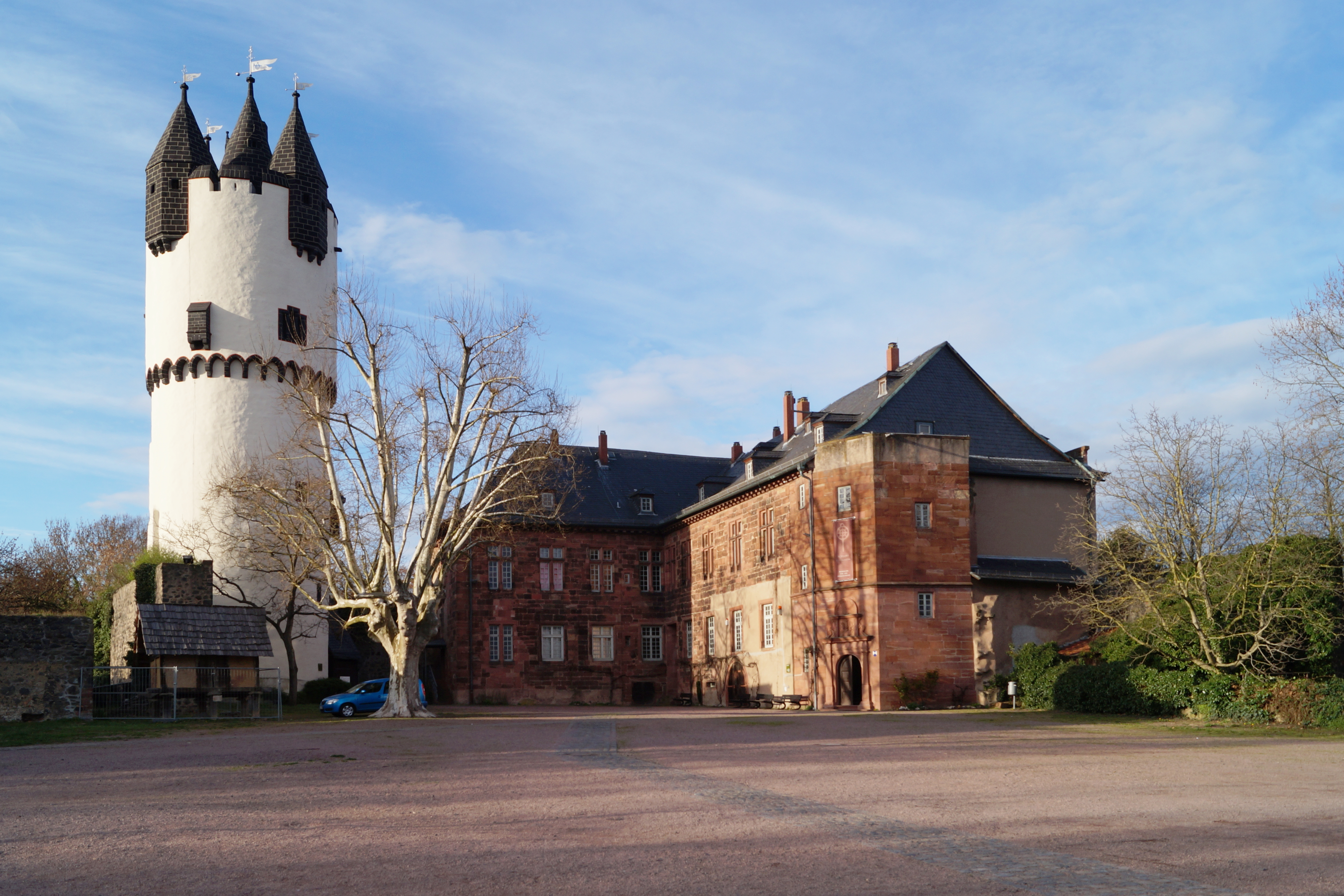
Schloss Steinheim

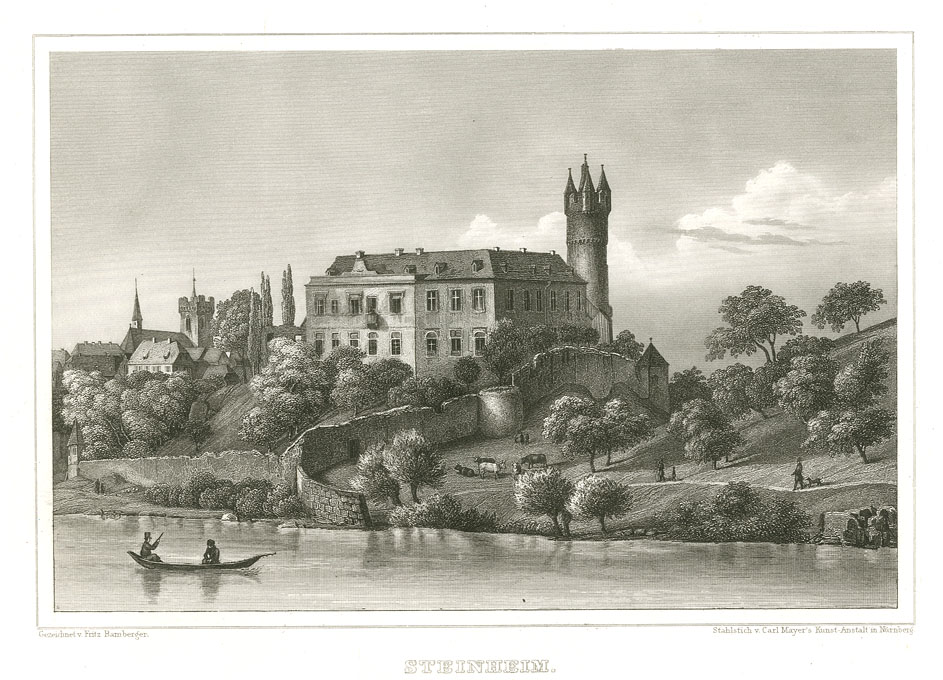
Ansicht vom Main aus, Stahlstich 1847

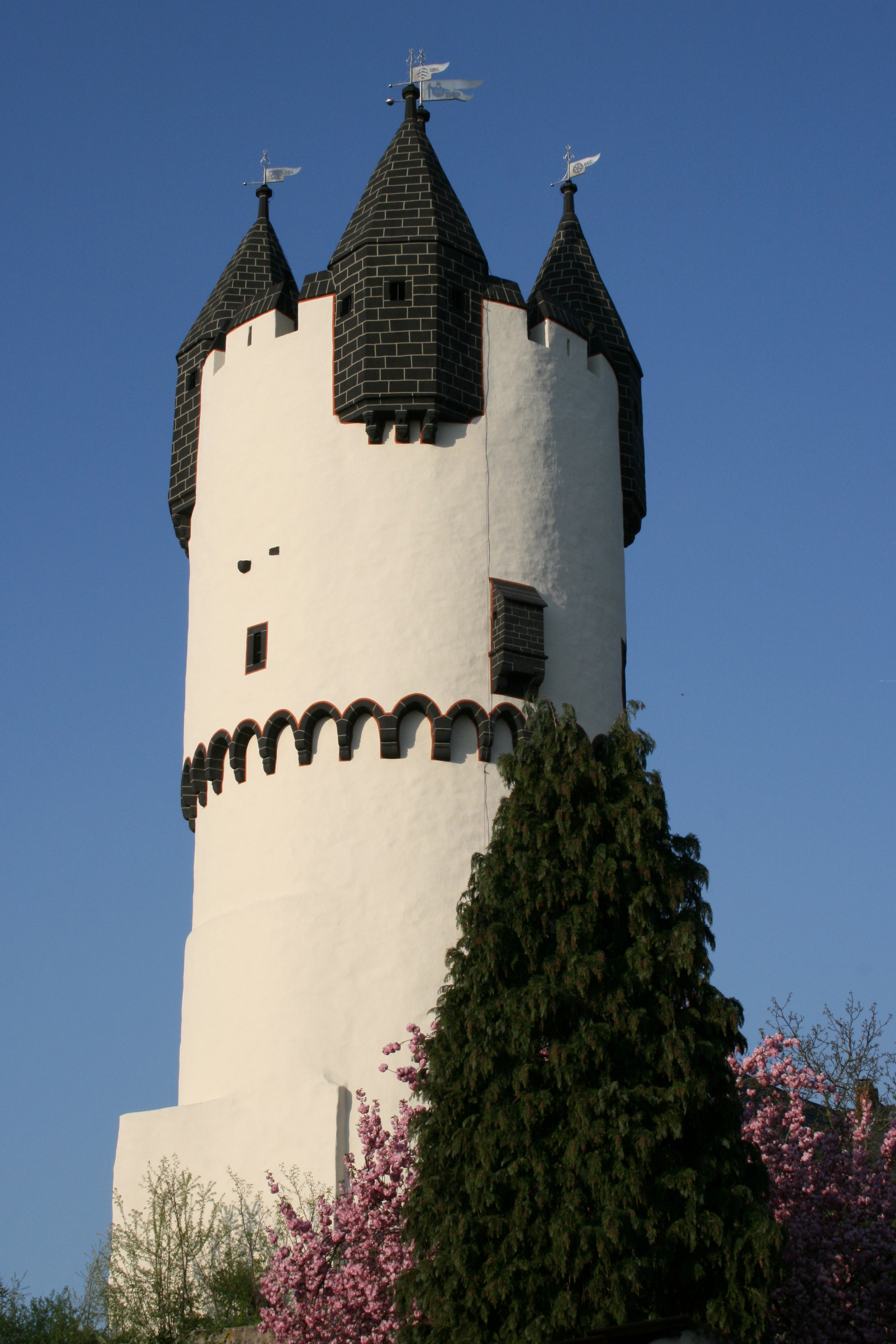
Ansicht des Bergfrieds

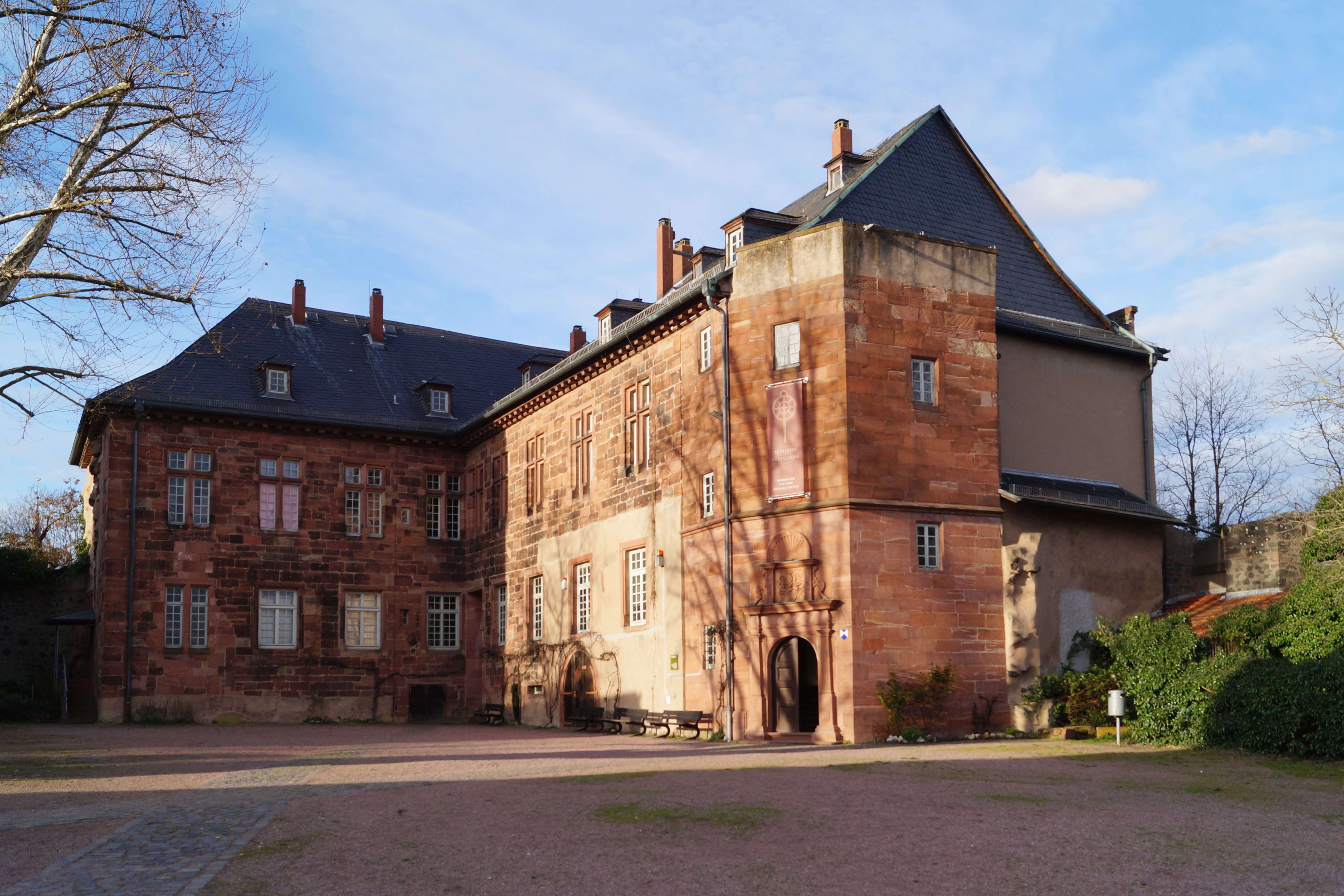
Das Wohngebäude (heute Museum Schloss Steinheim)

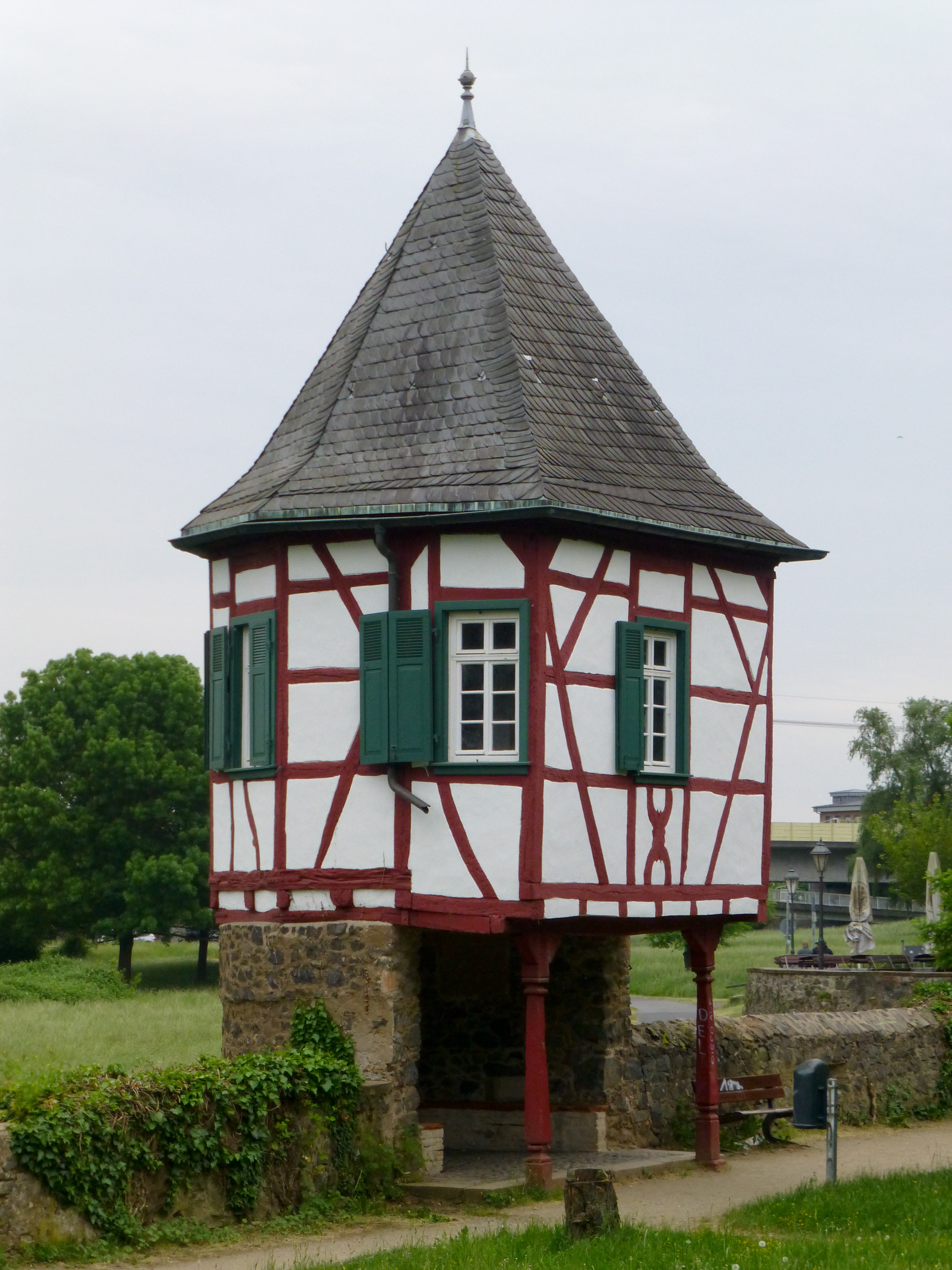
Der Weiße Turm am Rand des Schlossgartens

## Lage
Die Anlage befindet sich in der Steinheimer Altstadt südöstlich des Mains auf einem länglichen Bergsporn (ca. 115 m ü. NN), der das Flusstal um etwa 15 m sowie auch die übrige Umgebung überragt. Östlich und südlich schließt sich der historische Ortskern von Groß-Steinheim (auch Obersteinheim) an. Der Übergang zwischen der geräumigen Vorburg und Altstadt ist teilweise fließend, obwohl die Ringmauer noch zu großen Teilen erhalten ist.

## Geschichte
Der Sage nach soll Ida, die Schwester oder Tochter Karls des Großen (eventuell Ida von Herzfeld) bereits auf der Burg gewohnt haben. Es wurden jedoch bisher keine urkundlichen oder archäologischen Hinweise für ein entsprechendes Alter der Burg gefunden.
Erstmals 1222 als castrum Steinheim erwähnt, befand sich die Burg im Besitz der Herren von Eppstein. Diese nannten sich bis zum Ende des 12. Jahrhunderts „von Hainhausen“ und waren in der Region begütert.
Um 1300 wurde die Burg in einer Fehde König Albrechts I. gegen den Mainzer Erzbischof Gerhard II. von Eppstein durch den Landvogt Ulrich I. von Hanau eingenommen und teilweise zerstört. Die Burg muss sehr bald wieder instand gesetzt worden sein. 1320 erhielt die Siedlung Steinheim das Stadtrecht, 1358 erlangten die Eppsteiner das Recht, am Main Zölle zu erheben.
Wahrscheinlich zwangen finanzielle Schwierigkeiten die Eppsteiner, die Burg je zur Hälfte an Grafen von Katzenelnbogen und die Herren von Hanau zu verpfänden. 1393 gelangte sie insgesamt als Pfandschaft an die Herren von Cronberg.
1425 schließlich verkaufte Gottfried VII. von Eppstein Steinheim für 38.000 rheinische Gulden an das Erzbistum Mainz, bei dem es bis 1803 verblieb. Die Mainzer Erzbischöfe nutzten das Schloss teilweise als Residenz, wohl häufiger auf der Durchreise zu den Besitzungen im Maingebiet. So hatten sie zuvor bereits Gebiete des Bach- und Maingaus erworben. Die Burg in Steinheim wurde erweitert, später schlossartig ausgebaut und zum Mittelpunkt des Amtes Steinheim. 1572 wurde am Hauptgebäude ein Treppenturm mit einem von Pilastern flankierten Portal angebaut, das mit dem Wappen von Daniel Brendel von Homburg verziert ist.
Unweit von Burg und Stadt Hanau gelegen, sicherte die Burg den erzbischöflichen Besitz gegen die Herren und Grafen von Hanau, die südlich des Mains ebenfalls Gebiete besaßen. Während des Dreißigjährigen Kriegs wurden Burg, Stadt und Amt Steinheim von König Gustav II. Adolf von Schweden beschlagnahmt und den nachgeborenen Hanauer Grafen Heinrich Ludwig (1609–1632) und Jakob Johann (1612–1636) für deren Unterstützung der schwedischen Sache überlassen. Das währte allerdings nur bis zur Schlacht bei Nördlingen. Während der Belagerung der Festung Hanau 1635/36 nahm der kaiserliche Feldherr Guillaume de Lamboy Quartier im Steinheimer Schloss.
Gegen Ende des 18. Jahrhunderts ließen die Mainzer Erzbischöfe große Teile der Anlage abtragen, darunter das Fachwerkobergeschoss des Hauptgebäudes, sowie die ehemalige Ringmauer im heutigen Burghof. Pläne für einen Neubau konnten wegen der Säkularisation durch den Reichsdeputationshauptschluss 1803 nicht mehr verwirklicht werden. Die Anlage fiel an Hessen-Darmstadt, die zwar mit Umbauten im klassizistischen Stil der zum Main gerichteten Seite ein schlossähnliches Aussehen verliehen, das Schloss allerdings auch nur in geringem Umfang bis 1813 nutzen. Es folgte eine häufiger wechselnde Nutzung, seit 1938 befindet sich in den Räumen ein Museum. 1978 wurden die Gebäude vom Land Hessen an die Stadt Hanau übergeben. Nach einer Phase der Renovierung und Neukonzeption wurde 1986 das heutige Museum eröffnet.
Das Schloss Steinheim steht heute unter Denkmalschutz und ist ein nach Haager Konvention geschütztes Kulturgut.

## Anlage
Von der Burg- und Schlossanlage sind noch der 26 m hohe Bergfried mit steinernem Turmhelm und kleineren Türmchen am Zinnenkranz sowie Teile der Ringmauer und Stützmauern erhalten. Das große Wohngebäude besitzt noch Bauteile der Burg aus dem 13./14. Jahrhundert. Es ist aus Sandstein-Quadern gemauert, in denen teilweise noch Zangenlöcher des Baukrans sichtbar sind. In der weitläufigen Vorburg ist noch das Marstallgebäude, die Amtsregistratur, ein Brunnen sowie Teile der Wehrmauer mit gemauertem Wehrgang erhalten. Auf dem östlich der Kernburg zum Main hin abfallenden Gelände befindet sich der Schlossgarten und als Teil dessen Grenzmauer der sogenannte Weiße Turm.
Nicht mehr zu sehen ist die stadtseitige Burgmauer der Kernburg, die im 18. Jahrhundert abgetragen wurde. Ihr Fundament verbirgt sich heute unter dem Pflaster vor dem Hauptgebäude. Ihre Lage wurde durch archäologische Ausgrabungen 1989/90 gesichert.

## Heutige Nutzung
Im Hauptgebäude des Schlosses befindet sich neben Wohnräumen das Museum Schloss Steinheim, das schwerpunktmäßig neben der Steinheimer Stadtgeschichte (im Obergeschoss) die regionale Vor- und Frühgeschichte mit Funden aus dem Altkreis Hanau präsentiert. Im Kellergewölbe wird ein rekonstruiertes römisches Mithraeum gezeigt. Auch Turmbesteigungen sind im Rahmen von Führungen möglich. Im Marstall in der Vorburg finden Wechselausstellungen und Vereinsveranstaltungen statt. Seit 2002 ist ein Teil des Schlossgartens als Kräutergarten angelegt.